# Députation provinciale d'Ourense
La députation provinciale d'Ourense (en espagnol : Diputación Provincial de Orense, en galicien : Deputación Provincial de Ourense) est l'assemblée délibérante de la province d'Ourense, dans la communauté autonome de Galice, en Espagne. Son siège se situe à Orense.

## Rôle et compétences
La loi relative aux bases du régime local de 1985 assigne deux missions à chaque province : 
- garantir une prestation des services de compétence municipale intégrale et appropriée sur l'ensemble du territoire provinciale ;
- participer à la coordination de l'administration locale avec les administrations régionale et de l'État.

## Organisation

### Assemblée plénière
La province d'Ourense comptant moins de 500 000 habitants, la députation se compose de 25 députés.

### Présidents
| Début           | Fin             | Nom             | Nom                     | Parti    |
| --------------- | --------------- | --------------- | ----------------------- | -------- |
| 26 avril 1979   | 15 janvier 1990 |                 | Victorino Núñez (es),   | UCD      |
| 26 avril 1979   | 15 janvier 1990 | CG (es) (1983)  | Victorino Núñez (es),   |          |
| 26 avril 1979   | 15 janvier 1990 | CdG (es) (1985) | Victorino Núñez (es),   |          |
| 20 janvier 1990 | 24 janvier 2012 |                 | José Luis Baltar (es),  | CdG (es) |
| 20 janvier 1990 | 24 janvier 2012 | PP (1991)       | José Luis Baltar (es),  |          |
| 6 février 2012  | 17 juillet 2023 |                 | José Manuel Baltar (es) | PP       |
| 17 juillet 2023 | en fonction     |                 | Luis Menor (gl)         | PP       |